# طوطی پیشانی‌نارنجی
طوطی پیشانی‌نارنجی (نام علمی: Cyanoramphus malherbi) نام یک گونه از تیره طوطیان سبز است.